# Хорошовська (станція метро)
55°46′36″ пн. ш. 37°31′05″ сх. д. / 55.77667° пн. ш. 37.51806° сх. д.
«Хорошо́вська» (рос. «Хорошёвская») — станція Великої кільцевої лінії Московського метрополітену. Відкрита 26 лютого 2018 у складі дільниці «Діловий центр» — «Петровський парк». З моменту відкриття станція була частиною двох маршрутів:  Солнцевської лінії та  Великої кільцевої лінії. Після відновлення роботи станції метро «Діловий центр» 12 грудня 2020 року, рух Солнцевської лінії по дільниці «Парк Перемоги» — «Савеловська» припинився.

## Конструкція
Колонна трипрогінна станція мілкого закладення (глибина закладення — 21 м) з острівною платформою.

## Колійний розвиток
Станція з колійним розвитком — 6-стрілочні оборотні тупики з боку станції «Шелепиха».
На захід від станції є заділ у вигляді камер з'їздів під перспективне продовження лінії до станції «Нижні Мньовники» з організацією вилочного руху до подальшого замикання Великої кільцевої лінії. При цьому дільниця «Хорошовська» — «Шелепиха» стане ССГ між ВКЛ і окремою лінією «Шелепиха» — «Діловий центр».

## Оздоблення
Колони і частина колійних стін станції оздоблені фіолетовим мармуром, за кольором Тагансько-Краснопресненської лінії, на яку є пересадка. Підлога та стіни оброблені світло-сірими гранітом та мармуром. Стеля виготовлена з білих світловідбивних матеріалів. Дизайн станції виконано у стилі авангард, в дусі творчості супрематизму та конструктивізму.

## Вестибюлі та розташування
Станція «Хорошовська» розташована паралельно станції «Полежаєвська», на південь від неї. Станція розташована у Хорошевському районі, уздовж Хорошевського шосе, поблизу примикання до шосе вулиці Куусинена та 4-ї Магістральної вулиці з боку останньої.
Станція має два підземних вестибюля. Виходи з вестибюлів ведуть на обидві сторони Хорошевського шосе, до вулиці Куусинена і до 4-ї Магістральної вулиці.
На базі станції побудовано транспортний вузол «Хорошовська» площею 70 тис. м². Крім двох станцій метро, станції МЦК і технологічних сполучень між ними у його складі находяться будівлі багатофункціонального і суспільно-ділового центру, що перехоплює і відкрита парковка, а також підземна парковка на 100 машиномісць.

## Пересадки
- Метростанція  «Полежаєвська»
- Станція МЦК  «Хорошево»
- А: м35, 48, 155, 294, 322, с339, 345, с364, 390, 391, 597, 800, т21, т43, т65, т86

| Попередня станція | Лінія | Лінія                 | Лінія | Наступна станція |
| ----------------- | ----- | --------------------- | ----- | ---------------- |
| ЦСКА              |       | Велика кільцева лінія |       | Шелепиха         |